# В Хавана през август
„В Хавана през август“ е български игрален филм от 2003 година на режисьора Ицхак Финци.

## Състав
Не е налична информация за актьорския състав.